# Colonia Heroes de la Independencia
Colonia Heroes de la Independencia är en ort i Mexiko.   Den ligger i kommunen Heroica Ciudad de Huajuapan de León och delstaten Oaxaca, i den sydöstra delen av landet, 230 km sydost om huvudstaden Mexico City. Colonia Heroes de la Independencia ligger 1 630 meter över havet och antalet invånare är 331.
Terrängen runt Colonia Heroes de la Independencia är lite kuperad. Runt Colonia Heroes de la Independencia är det ganska glesbefolkat, med 24 invånare per kvadratkilometer. Närmaste större samhälle är Ciudad de Huajuapan de León, 2,0 km nordväst om Colonia Heroes de la Independencia. I omgivningarna runt Colonia Heroes de la Independencia växer huvudsakligen savannskog.